# Международный аэропорт имени Имама Хомейни

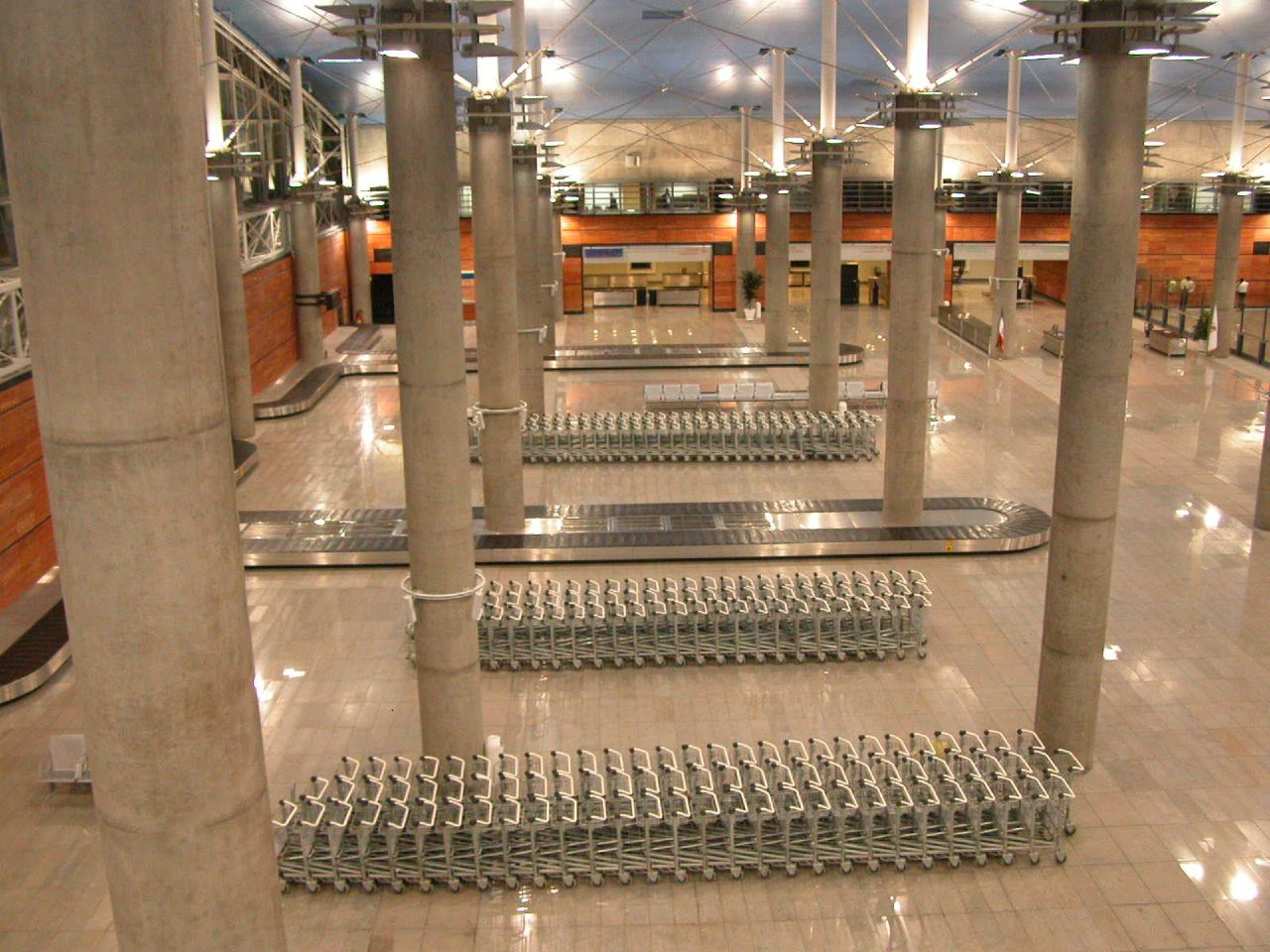
Tehran IKA Airport

Международный аэропорт Тегеран имени имама Хомейни (перс. فرودگاه بین‌المللی امام خمینی‎), — аэропорт в Тегеране. Строился с 1981 года для разгрузки единственного тегеранского аэропорта «Мехрабад», не справляющегося с возросшим объёмом перевозок. Назван в честь Рухоллы Мусави Хомейни.
Площадь международного авиатерминала составляет 13 тысяч гектаров, он оснащен самым современным оборудованием, на постройку затрачено около 60 миллионов долларов.
1 февраля 2004 года состоялось открытие первой очереди международного аэропорта.
Открыт 30 апреля 2005 года. Первоначально аэропорт принимал рейсы только из государств Персидского залива. С ноября 2007 аэропорту переданы международные рейсы из аэропорта «Мехрабад».

## Авиакомпании и рейсы
| Авиакомпания        | Пункт назначения |
| ------------------- | --- |
| Aeroflot            | Москва |
| AnadoluJet          | Анкара, Измир, Стамбул |
| Armenia Airways     | Ереван |
| Austrian            | Вена |
| Cham Wings Airlines | Дамаск |
| Emirates            | Дубай |
| Flydubai            | Дубай |
| Iran Air            | Баку, Бейрут, Вена, Гамбург, Денизли, Дубай, Измир, Карачи, Кёльн, Лондон, Милан, Мумбаи, Париж, Франкфурт-на-Майне                                           |
| Iraqi Airways       | Багдад |
| Kuwait Airways      | Эль-Кувейт |
| Lufthansa           | Франкфурт-на-Майне |
| Mahan Air           | Алматы, Анкара, Бангкок, Барселона, Белград, Гуанчжоу, Дели, Дубай, Куала-Лумпур, Лахор, Москва, Казань, Пекин, Стамбул, Сулеймания, Шанхай, Шэньчжэнь, Эрбил |
| Pegasus Airlines    | Анкара, Стамбул |
| Qatar Airways       | Доха |
| Qeshm Air           | Ан-Наджаф, Гамбург, Денизли, Стамбул, Тбилиси |
| SunExpress          | Анталья, Измир |
| Turkish Airlines    | Стамбул |